# Psychos Wolvertem
Psychos Wolvertem is een Belgische inlinehockeyclub uit Wolvertem.

## Geschiedenis
In 2023 bereikte de club de finale van de Beker van België, waarin het evenwel de duimen moest leggen voor Phoenix Bruxelles.